# محمد حبیب
محمد حبیب (انگلیسی: Mohamed Habib؛ زادهٔ ۲۰ ژوئیهٔ ۱۹۹۳) بازیکن هندبال اهل بحرین است.